# Euctemon (Mondkrater)
Euctemon ist ein Einschlagkrater am nordöstlichen Rand der Mondvorderseite. Südwestlich liegt die große Kraterebene von Meton, im Südosten berührt er den Rand von Baillaud, nordöstlich liegt De Sitter. Wegen seiner randnahen Lage ist Euctemon von der Erde aus schlecht sichtbar.
| Buchstabe | Position           | Durchmesser | Link |
| --------- | ------------------ | ----------- | ---- |
| C         | 76,13° N, 38,58° O | 20 km       |      |
| D         | 77,05° N, 38,65° O | 20 km       |      |
| H         | 76,12° N, 26,07° O | 17 km       |      |
| K         | 75,92° N, 28,34° O | 7 km        |      |
| N         | 75,41° N, 32,91° O | 9 km        |      |

Der Krater wurde 1935 von der IAU nach dem griechischen Astronomen Euktemon benannt.

## Weblinks

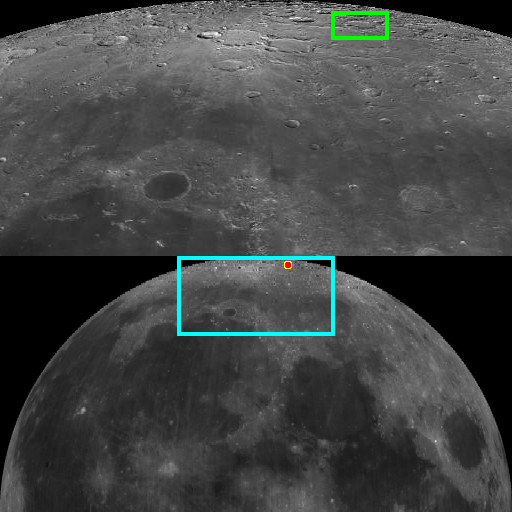
Lage von Euctemon